# Belemina

Mapa del sur del Peloponeso en la Antigüedad. La ciudad de Belemina se encontraba al noroeste de Esparta, cerca de Pelana.

Belemina o Belbina (en griego, Βελεμίνα o Βελβίνα) es el nombre de una antigua ciudad griega de la zona fronteriza entre Laconia y Arcadia.
Plutarco la cita con el nombre de Belbina como un lugar situado a la entrada de Laconia pero que era pretendido por Megalópolis de Arcadia. Allí había un templo de Atenea. Los éforos habían enviado a Cleómenes para que tomara el lugar y este luego lo fortificó.
Pausanias la cita en Laconia con el nombre de Belemina a cien estadios de Pelana. Dice que era bañada por el río Eurotas y que tenía fuentes en abundancia. Ubica en sus proximidades un Hermeon y dice que considera poco probable que su territorio hubiera pertenecido antes a los arcadios.
La región donde se ubicaba recibía el nombre de Bleminátide.